# Bazylika Nawiedzenia Najświętszej Maryi Panny w Werl
Bazylika pielgrzymkowa Nawiedzenia Najświętszej Maryi Panny (niem. Wallfahrtsbasilika Mariä Heimsuchung) – rzymskokatolicka świątynia znajdująca się w niemieckim mieście Werl, pełniąca funkcję sanktuarium maryjnego.

## Historia

### Stary kościół
2 listopada 1661 do Werl sprowadzono figurę Matki Bożej Pocieszycielki Zmartwionych, uznawaną za cudowną, pochodzącą z kościoła St. Maria zur Wiese w Soeście. W latach 1661–1663 kapucyni wznieśli pierwszy kościół, który stał się miejscem pielgrzymek, a na jego miejscu w latach 1786-1789 wzniesiono nową świątynię wg projektu Franza Arnolda Bonera, znaną obecnie jako stary kościół pielgrzymkowy. Od 1849 budynkiem opiekowali się franciszkanie, którzy w latach 1860–1861 rozbudowali go w kierunku wschodnim o dwa przęsła i absydę. W latach 1953–1955 kościół wyremontowano, a w 1980 odrestaurowano barokowe ołtarze.

### Nowa bazylika
Kamień węgielny pod budowę nowego, większego kościoła, wmurowano 4 kwietnia 1904. Projekt sporządził Wilhelm Sunder-Plaßmann, 1 lipca 1905 miała miejsce konsekracja wciąż nieukończonej budowli, a w 1906 roku zawieszeniem dzwonów zakończono budowę wież. W latach 1927–1928 wykonano freski wzorowane na motywach ludowych. 8 kwietnia 1945 dach i sklepienia zostały uszkodzone wskutek ostrzału artyleryjskiego. 16 października 1953 papież Pius XII wyniósł świątynię do godności bazyliki mniejszej. W latach 1960–1961 budynek przebudowano, m.in. okryto fasadę zielonym piaskowcem i powiększono znajdującą się na niej rozetę, a we wnętrzu wykonano nową dekorację malarską oraz wymieniono wyposażenie. W 2003 roku wnętrze odmalowano z okazji 50-lecia wyniesienia kościoła do rangi bazyliki.

## Architektura i wyposażenie
Świątynia neoromańska, trójnawowa, o układzie bazylikowym. Ma długość 64,5 m i szerokość 25 m. Sklepienia znajdują się na wysokości 16,5 m, a wieże sięgają 47,95 m. Przed kościołem urządzono podłużny dziedziniec. Mury kościoła wykonano z kamienia, najważniejsze elementy konstrukcyjne wraz ze sklepieniami – z cegieł, a lizeny i filary – z zielonego piaskowca. Nawa główna ma długość czterech przęseł (przy czym przęsło między wieżami jest krótsze od pozostałych), a prezbiterium – dwóch przęseł. Absydę doświetlają trzy okna, zamurowano je w latach 1927–1928 i zrekonstruowano w latach 1983–1984, wypełniają je witraże zaprojektowane przez miejscowych architektów.
Ołtarz główny wykonano w latach 60. XX wieku z dolomitu wydobytego w Anröchte, ustawiono przy nim figurę Matki Bożej Pocieszycielki Zmartwionych. Ołtarz boczny pw. św. Antoniego Padewskiego pochodzi z roku 1961. Organy wykonał w 1961 roku miejscowy warsztat braci Stockmannów, składają się z czterech manuałów, pedału i 62 głosów, mają elektryczną trakturę gry. Trzy spośród dzwonów bazyliki odlano w roku 2010 w ludwisarni Rincker, poświęcił je 3 lipca 2010 abp Hans-Josef Becker.

## Galeria

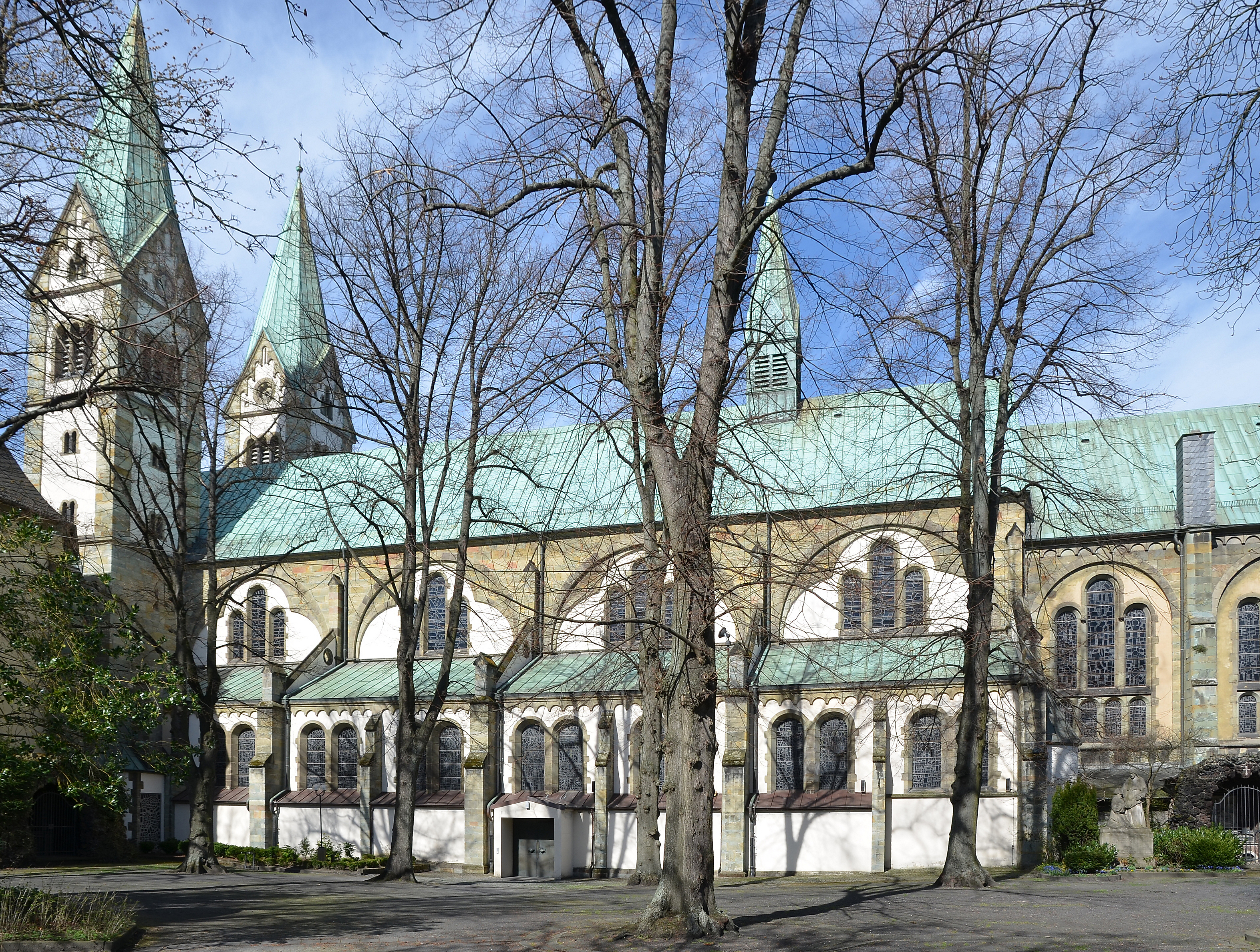
Widok z południa
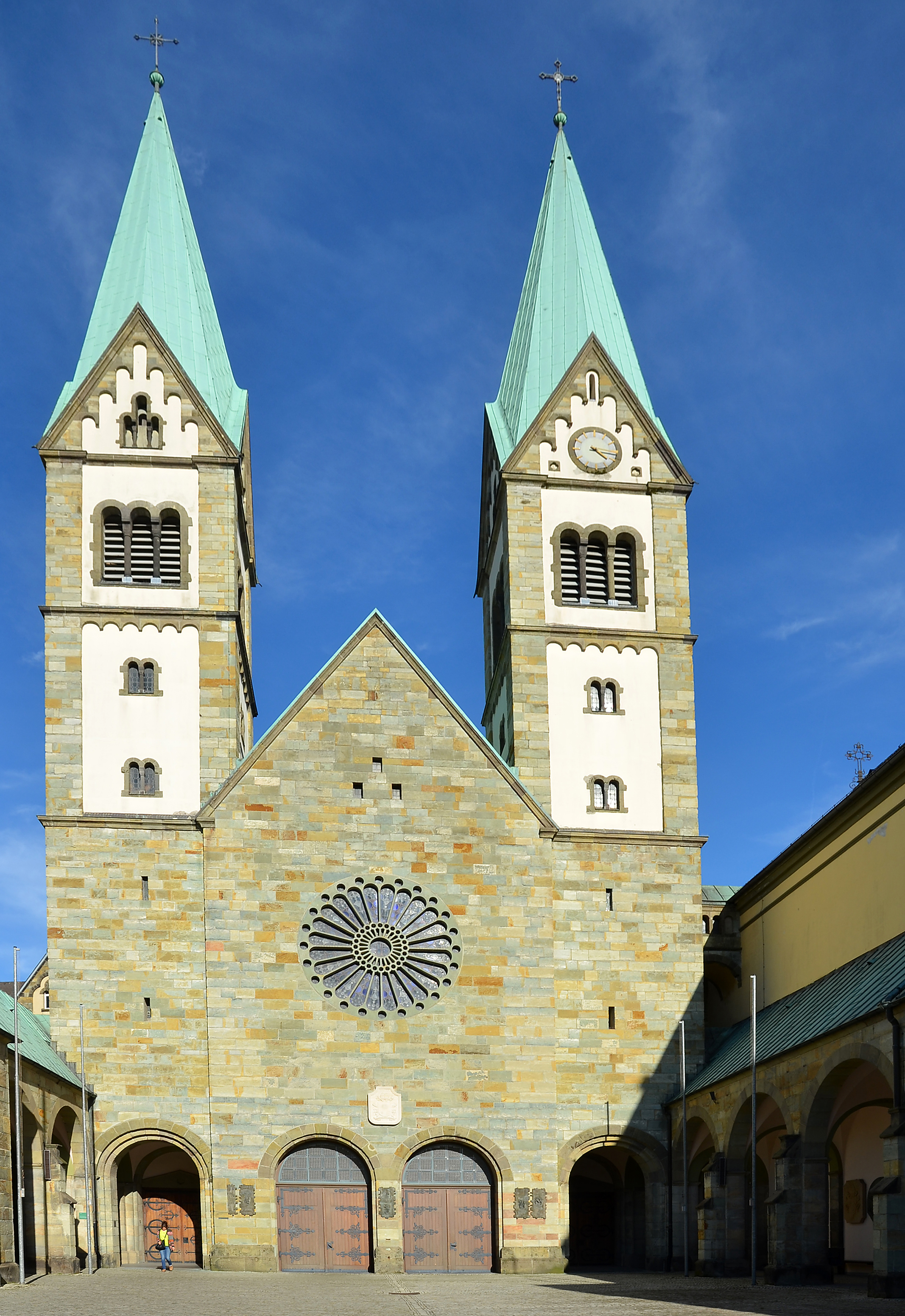
Dwuwieżowa fasada
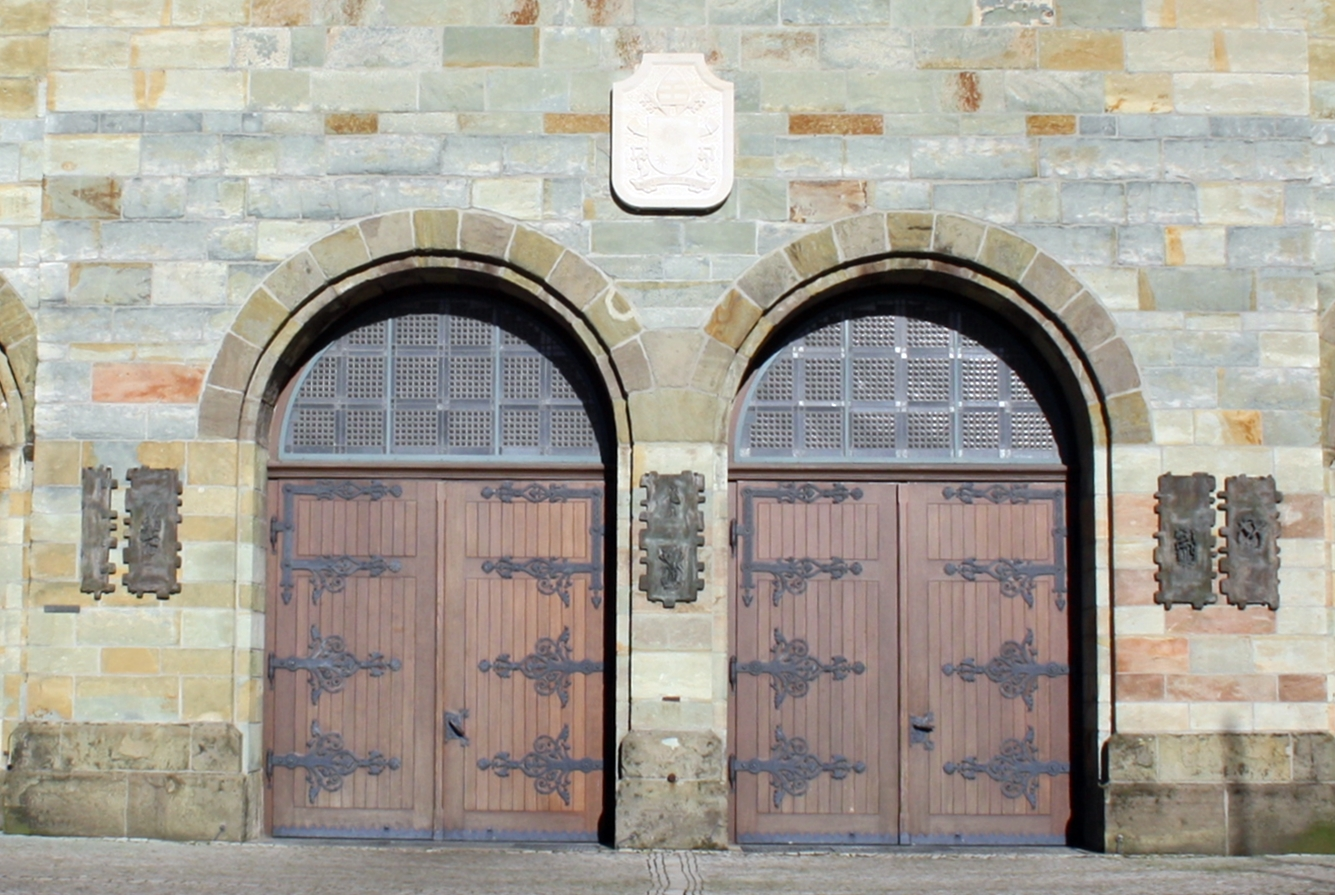
Wejście główne
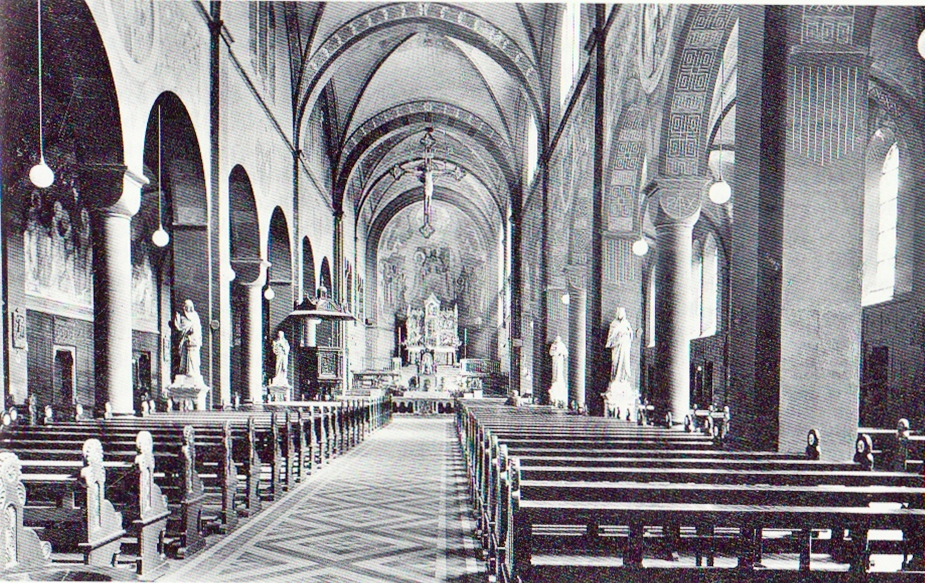
Wnętrze w 1928 roku
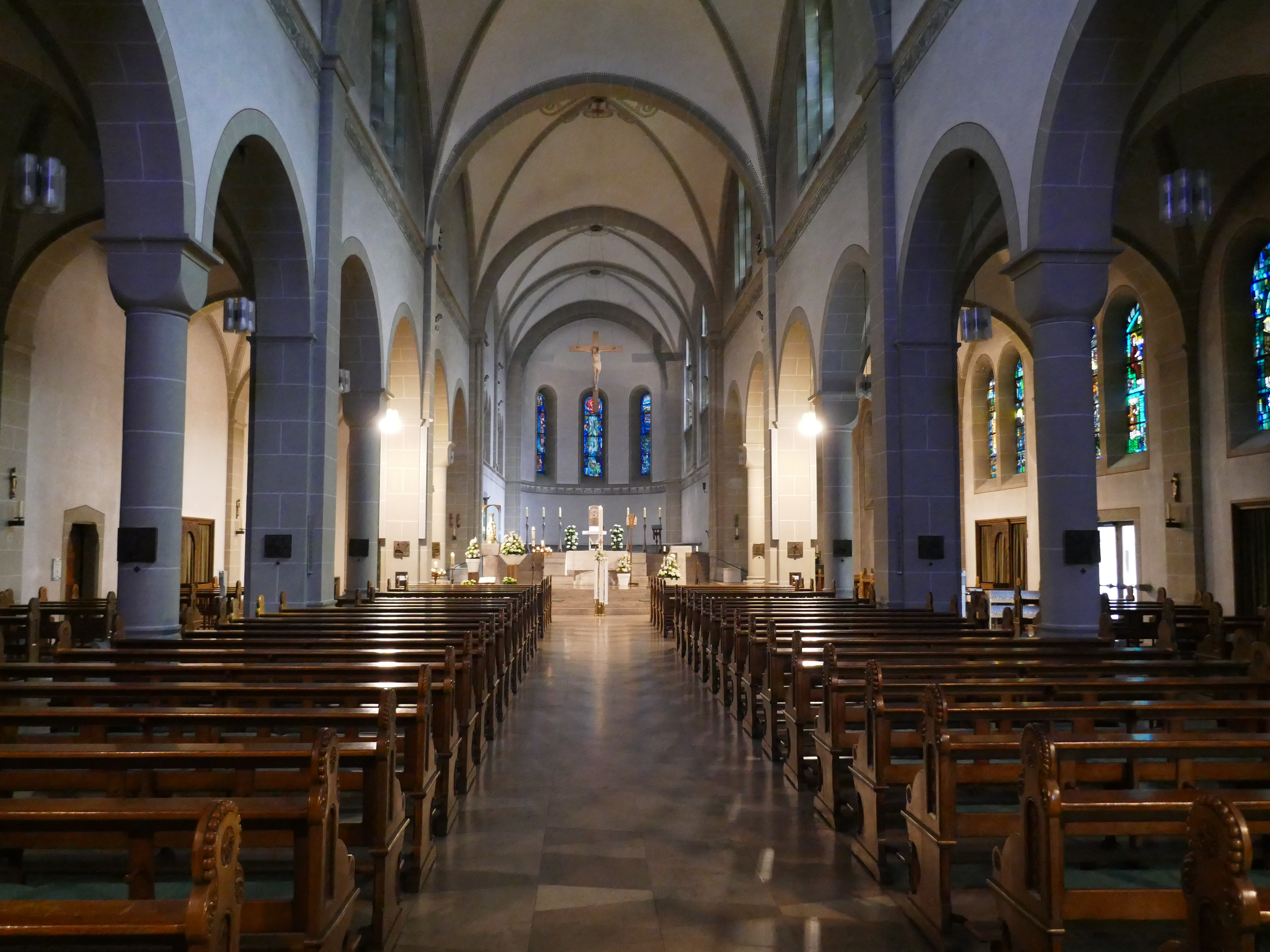
Wnętrze bazyliki w 2024
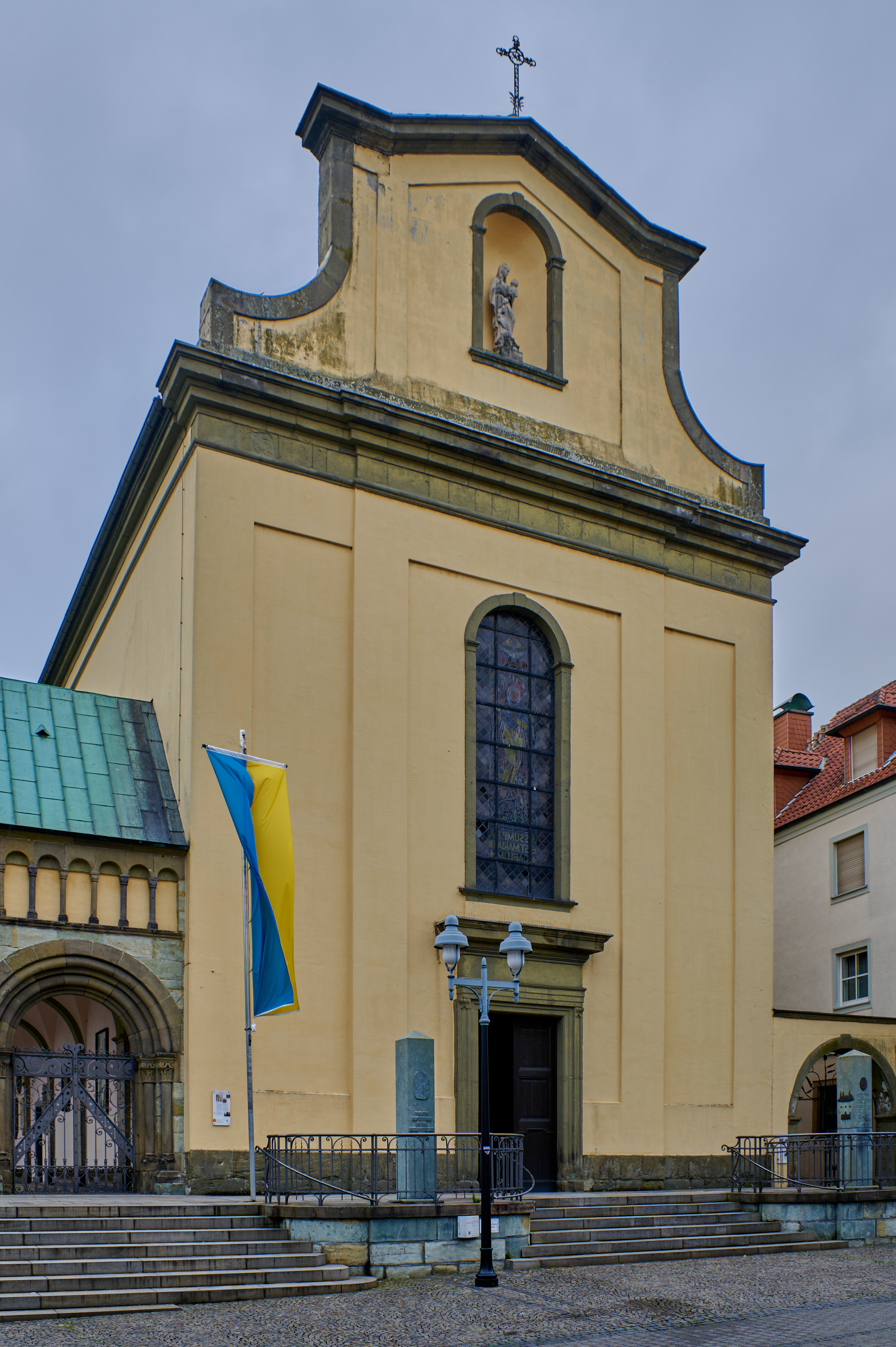
Stary kościół pielgrzymkowy
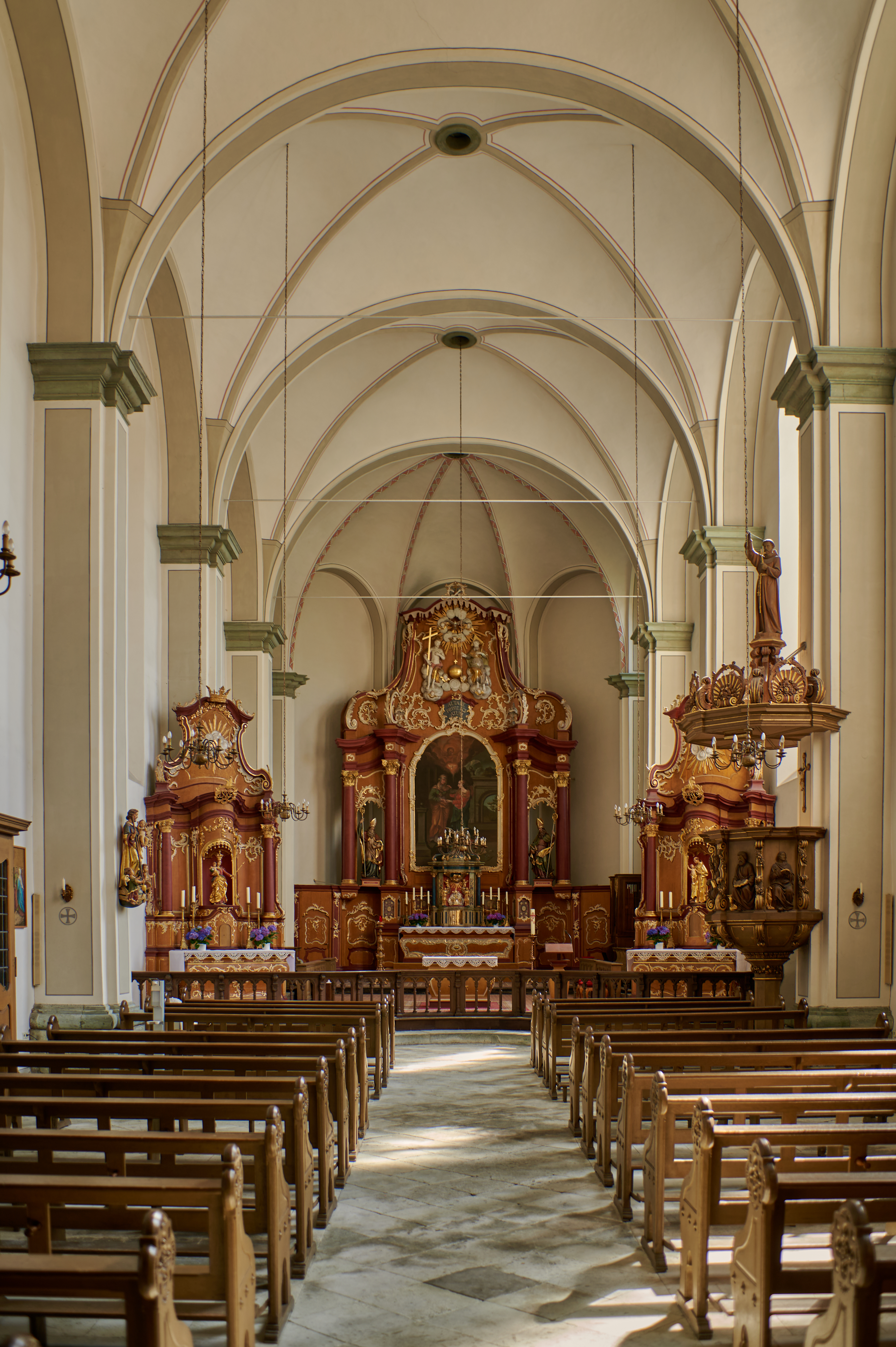
Wnętrze starego kościoła